# フラックスタブ
フラックスタブ（英語:flux tab）とは、主として鋼構造物の溶接部の始終端部に使用されるエンドタブの一種である。

## 概要
フラックスタブは、エンドタブの一種で、鋼製ではなく、SiO2の他、数種類の金属酸化物を主成分とする粉体にバインダーを加えて成形し、1000℃以下で焼成した耐火物である。
類似するエンドタブの一種にセラミックタブがあるが、こちらは、焼成温度が1000℃以上であり、この点においてフラックスタブはセラミックタブと区分される。

## 定義
JISZ3001溶接用語では、エンドタブについて定義されている一方、セラミックタブは定義されていない。社団法人日本溶接協会の溶接情報センター編の溶接用語においては、固形タブ及びフラックスタブは定義されているが、セラミックタブは定義されていない。
一方、同協会『溶接用語辞典』執筆・編集グループ　編集の溶接用語辞典では、固形タブ及びフラックスタブをセラミック製のタブと定義している。
建築学会の論文では、1986年及び2006年に、フラックスタブとの記載が見受けられるが、セラミックタブとの使い分けをしていない。
建築鉄骨構造技術支援協会(SASST)の鉄骨Q&A“エンドタブの処理”でもフラックスタブとの記載がある。
日本エンドタブ協会に加盟する会社の製造アイテムをみると、現在ではセラミックタブだけである（外部リンク参照）。従って、現実の溶接作業では、セラミックタブが使用され、フラックタブは文書の中で使用されているだけである。